# Criales
Criales es una Entidad Local Menor perteneciente al municipio de Medina de Pomar, Burgos (España). Está situada en la comarca de Las Merindades. Es conocida por la Peña de los Buitres, e históricamente está relacionada con la búsqueda del Santo Grial, de ahí su nombre, antiguamente conocido como "Griales".
Con la migración española de principios de siglo XIX, se ha registrado Criales, como apellido, en Sudamérica se encuentran familias en Bolivia y Colombia, y más recientemente en México, derivado de alguna migración en la década de los 80´s.

## Situación
Situado a 19 km al este de la capital del municipio Medina de Pomar, en el límite del extenso término municipal, limitando con el municipio del Valle de Losa. Situado en la carretera autonómica  BU-551  entre Gobantes y el cruce de esta con la carretera autonómica de Trespaderne a Bilbao  BU-550 .

### Comunicaciones
- Carretera:

Se accede desde Medina, partiendo desde el cruce de El Olvido  N-629  tomando la carretera autonómica  BU-551  pasando por La Cerca hasta su cruce con la carretera, pasando por Villamor y Villate.
El casco urbano de Criales se encuentra fuera de la carretera autonómica  BU-551  que no llega a entrar en el pueblo, con acceso por 2 cruces distantes entre sí 2,5 km, que vienen a dar a las carreteras provinciales  BU-V-5511  por el lado de Medina y  BU-V-5519  en el cruce de las carreteras autonómicas  BU-551  con la  BU-550 .
| Identificador | Tipo                 | Itinerario                    | Carreteras que llevan a Medina de Pomar                           |
| ------------- | -------------------- | ----------------------------- | ----------------------------------------------------------------- |
| BU-550        | Carretera Provincial | Trespaderne - Arceniega       | Trespaderne N-629 a Límite provincial Álava A-2604                |
| BU-551        | Carretera Provincial | Criales - Medina de Pomar     | Del cruce de Criales BU-550 a Medina de Pomar N-629               |
| BU-V-5511     | Carretera Local      | Bóveda de la Ribera - Criales | De Criales a carretera autonómica BU-551 sentido Medina de Pomar  |
| BU-V-5519     | Carretera Local      | acceso a Criales              | De Criales a cruce entre carreteras autonómicas BU-550 con BU-551 |

## Demografía
Evolución de la población
| Gráfica de evolución demográfica de Criales entre 2000 y 2017      |
|                                                                    |
| Población de derecho (2000-2017) según el padrón municipal del INE |

## Historia
Criales pasó a ser Aldea de Medina por compra, pagando la suma de 25.000 maravedíes. Dicha villa pertenecía a Don Lope de Mendoza, que la heredó de su madre y ella a su vez del Señor de Vizcaya.
Aldea perteneciente a la Jurisdicción de Medina de Pomar en el partido de Castilla la Vieja en Burgos, jurisdicción de señorío ejercida por el Duque de Frías quien nombraba su regidor pedáneo.
A la caída del Antiguo Régimen queda agregado al ayuntamiento constitucional de Aldeas de Medina, en el partido de Villarcayo perteneciente a la región de Castilla la Vieja.
Así se describe a Criales en el tomo VII del Diccionario geográfico-estadístico-histórico de España y sus posesiones de Ultramar, obra impulsada por Pascual Madoz a mediados del siglo XIX:

Villa en la provincia, diócesis, audiencia territorial y capitanía general de Burgos (16 leguas), partido judicial de Villarcayo (3), y ayuntamiento de Medina de Pomar. Situada en un hondo cercado de alturas de bastante consideración, las cuales se hallan coronadas de pinos, hayas y robles por todos los puntos del horizonte menos por el S. El clima es sano y templa-do, aunque en la estación de invierno es muy frío, a causa de las abundantes nieves; los vientos N y O son los que reinan con más frecuencia, y las enfermedades que de ordinario se experimentan, suelen ser las fiebres catarrales y dolores de costado. Tiene 60 casas que forman cuerpo de población; 1 escuela de ambos sexos a la que asisten 38 alumnos, cuya dirección está confiada a un maestro con la retribución de 20 fanegas de trigo; 1 iglesia parroquial (Nuestra Señora de la Asunción), servida por un cura párroco y un sacristán, cuyo oficio desempeñan los vecinos por turno; 2 ermitas (San Roque y Santiago), situadas sobre unos pequeños riscos a distancia de 500 pasos de la villa la primera, y de 1.000 la segunda, esta contigua al camino que conduce al valle de Losa y aquella al de Tobalina; en el campo nacen varios manantiales excelentes. Confina el término N Gobantes, Peréx, Castriciones y Quintanilla la Ojada; E Monte-cabezas; S Quintana-entre-peñas, Lechedo, Hierro y Ael, y O Almendres, Bóveda de la Ribera y Villate. El terreno es montuoso y de mediana calidad, le baña el río llamado Rioseria, que tiene su origen en el valle de Rellón; la villa está rodeada de montes, todos ellos poblados. Caminos: los que dirigen al valle de Losa y al de Tobalina, los cuales se hallan en muy mal estado. Correos: la correspondencia se recibe de Medina de Pomar por los interesados. Producciones: trigo, cebada, avena, yeros y exquisitas legumbres; cría ganado vacuno, caballar, lanar y cabrío; caza de liebres, perdices y algunos jabalíes; y pesca de truchas, barbos y otros peces. Industria: la agrícola y 4 molinos harineros de poco mérito, que pertenecen el uno a la villa y los restantes a particulares. Población: 24 vecinos, 90 almas. Capital productivo: 215.420 reales. Imponible: 16.055. Contribución: 1.387 reales 20 maravedíes.
Diccionario geográfico-estadístico-histórico de España y sus posesiones de Ultramar

A principios del siglo XX desaparece este municipio integrándose esta localidad en la Junta de la Cerca, para posteriormente integrarse en su actual municipio de Medina de Pomar.

## Edificios de interés

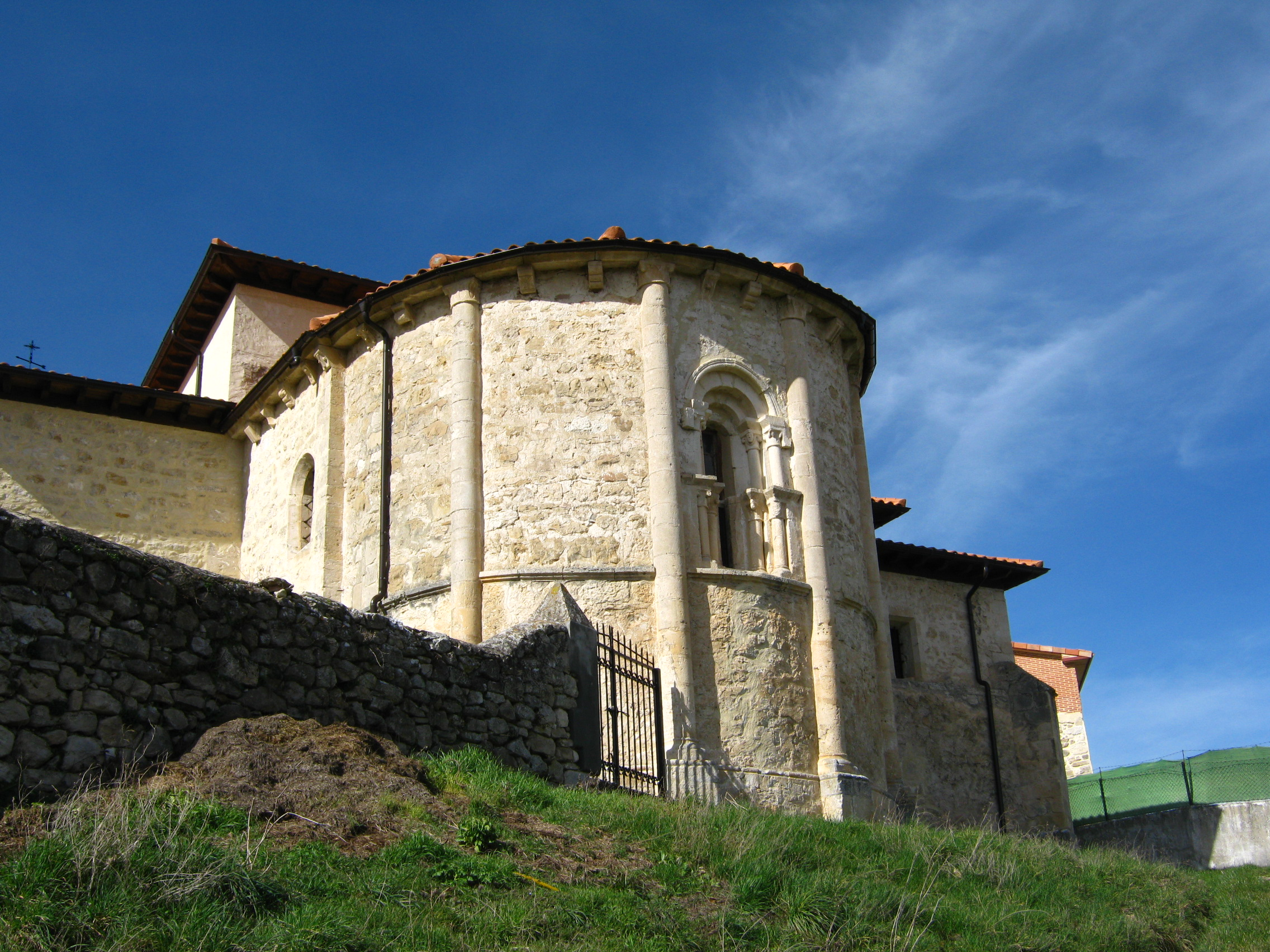
Ábside románico de la iglesia de Criales.

Cerca de Criales podemos visitar la Iglesia románica de San Pantaleón de Losa. Está situada en la cima de una montaña y tiene forma de proa de barco. No hay que olvidarse de la iglesia gótica del pueblo que se encuentra en perfectas condiciones y en la que se da la misa durante el fin de semana. La Ermita de Criales de Losa, construida en 1950, se encuentra fuera de uso y en ruinas desde hace unos años. Otro lugar de interés en las proximidades es la lobera de Perex, antigua construcción, dedicada a la captura de lobos.

## Medio ambiente
Como este pueblo tiene varios kilómetros a campo abierto, siendo uno de los lugares con mayor extensión de monte de la zona, la flora y la fauna es muy abundante. En cuanto a la fauna destacan los jabalíes, corzos, raposos y abundantes bandadas de buitres leonados (Gyps fulvus). Es una de las zonas de la península ibérica donde mayor cantidad de individuos de esta especie de aves rapaces hay en estado salvaje, aunque algunos digan lo contrario. 
En cuanto a la vegetación se puede destacar que el pino silvestre (Pinus sylvestris) es muy abundante por esta zona, ya que se puede ver andando por cualquiera de los caminos forestales. La flora es muy rica en variedad y en cantidad, y apenas se ven zonas desecadas. 
Es una zona rica en aprovechamientos micológicos, destacando principalmente el níscalo (Lactarius deliciosus), la cantarelus o trompeta amarilla (Cantharellus lutences) y el perrechico (Calocybe gambosa).
El clima es templado, húmedo en invierno y seco durante el verano. Los inviernos son muy fríos y producen continuas heladas, (típicas noches de 0 a -5 °C) y los veranos muy cálidos, llegando a alcanzar temperaturas cercanas a los 40 °C en el mes de agosto. Las precipitaciones son abundantes prácticamente todo el año. Coto privado de caza BU-10.817, que afecta a 1028 ha.